# Daniele Gatti
Daniele Gatti (Milano, 6 novembre 1961) è un direttore d'orchestra italiano.

## Biografia
Si è diplomato presso il Conservatorio Giuseppe Verdi in direzione d'orchestra e composizione. Nel 1987 dirige Werther al Teatro Donizetti di Bergamo e nel 1988 Linda di Chamounix. Debutta al Teatro alla Scala di Milano nel dicembre del 1988 dirigendo la prima rappresentazione de L'occasione fa il ladro con Luciana Serra, William Matteuzzi e Gloria Banditelli.
Per il Teatro La Fenice di Venezia nel 1989 dirige Rosamunde di Franz Schubert e un concerto con Margaret Price e nel 1990 un concerto con Mario Brunello al Teatro Toniolo di Mestre e al Teatro Rossini di Venezia.
Ancora alla Scala nel 1989 dirige un concerto e nel 1990 un concerto con Natalie Dessay ed Eva Mei con musiche di Mozart e nel 1993 dirige la prima di Tancredi con Mariella Devia.
Al Rossini Opera Festival nel 1989 dirige Bianca e Falliero con Chris Merritt, nel 1991 Tancredi con Lucia Valentini Terrani e Mariella Devia e nel 1993 Armida con Renée Fleming.
Nel 1990 dirige la prima assoluta a Milano di Les barricades mysterieuses di Luca Francesconi.
All'Opera di Chicago nel 1991 dirige Madama Butterfly con Catherine Malfitano, nel 1992 Un ballo in maschera con Kristján Jóhannsson, nel 1995 Simon Boccanegra con Kiri Te Kanawa e nel 1996 Don Carlo con Dolora Zajick, Carol Vaness e Samuel Ramey.
Al Royal Opera House, Covent Garden debutta nel 1992 dirigendo I puritani con Dmitrij Chvorostovskij e June Anderson e poi I Capuleti e i Montecchi con Anne Sofie von Otter, nel 1994 Un ballo in maschera e Turandot, nel 1995 I due Foscari ed Aida, nel 1996 Giovanna d'Arco (opera), nel 1997 Rigoletto con Ramón Vargas, nel 2001 Otello di Verdi e nel 2012 Falstaff con Ana María Martínez e Marie-Nicole Lemieux. Fino a oggi Gatti ha diretto sessantatré rappresentazioni londinesi.
Dal 1992 al 1997 è direttore dell'Accademia Nazionale di Santa Cecilia.
Nel corso della sua carriera debutta in teatri prestigiosi come il Metropolitan Opera House di New York nel 1994 con Madama Butterfly e la Staatsoper Unter den Linden di Berlino in diverse produzioni operistiche.
Contemporaneamente dirige Messe e Concerti sinfonici in giro per il mondo e dal 1997 al 2007 è stato direttore musicale del Teatro Comunale di Bologna dirigendo l'Armida e Il viaggio a Reims di Rossini, Wozzeck di Alban Berg, The Rake's Progress di Igor' Fëdorovič Stravinskij, Don Giovanni di Mozart e L'olandese volante nel 2000, oltre ad altre opere di repertorio romantico. Nel 1997 incide la Sinfonia n. 5 di Gustav Mahler con la Royal Philharmonic Orchestra.
Alla Staatsoper di Vienna debutta nel 2002 dirigendo Simon Boccanegra con Ferruccio Furlanetto.
Nel 2002 gli viene conferita la Medaglia ai benemeriti della cultura e dell'arte (di bronzo).
Nel 2003 a Santa Cecilia dirige Wozzeck di Alban Berg per la regia di Daniele Abbado. Sempre a Santa Cecilia, nel 2005, ha ricevuto il Premio Franco Abbiati della critica musicale italiana.
Al Teatro comunale Luciano Pavarotti nel 2003 dirige Un ballo in maschera e un concerto con la Royal Philharmonic Orchestra e nel 2004 un concerto con l'Orchestra Giovanile Italiana. Sempre con la Royal Philharmonic Orchestra ed il Coro del Teatro Comunale di Bologna  nel 2004 dirige il Requiem di Verdi in tour al Festival di San Sebastian, solisti Fiorenza Cedolins, Carolyn Sebron, Fabio Sartori.
Al Festival di Salisburgo nel 2005 dirige due concerti con i Wiener Philharmoniker e Karita Mattila.
Ancora a Vienna nel 2005 dirige Falstaff, nel 2006 Moses und Aron e Otello e nel 2007 Boris Godunov (opera) con Ferruccio Furlanetto.
Nuovamente alla Scala nel 2006 dirige un concerto con la Filarmonica della Scala e sette concerti nel 2007.
Nel 2006 il Presidente della Repubblica Carlo Azeglio Ciampi gli ha conferito l'onorificenza di Grande ufficiale dell'Ordine al merito della Repubblica italiana.
Nel corso della sua carriera è stato direttore musicale della Opernhaus Zürich dal 2009 al 2012, e della Royal Philharmonic Orchestra di Londra (1996-2009), direttore ospite principale della The Orchestra of the Royal Opera House di Londra (1994-1997). Nel 2005 dirige Il barbiere di Siviglia a Pesaro, nel 2007 affronta la prima di Lohengrin alla Scala con Waltraud Meier, mentre nel 2008 debutta al Bayreuther Festspiele con Parsifal (opera) per la regia di Stephan Herheim, produzione che sarà ripresa per altri tre anni.
Dal 2008 è direttore musicale della Orchestre national de France; dirige il Requiem di Giuseppe Verdi alla Tonhalle di Zurigo con Fiorenza Cedolins, Jonas Kaufmann, Roberto Scandiuzzi e Agnes Baltsa; sempre nel 2008 per la Scala dirige la prima di Wozzeck, la Sinfonia n. 6 (Mahler), un concerto con musiche di Beethoven, tre concerti con la Filarmonica e la serata inaugurale con il Don Carlos di Giuseppe Verdi con Ferruccio Furlanetto, Fiorenza Cedolins e la Zajick trasmesso da Rai 5 e nel 2009 il concerto della trasferta scaligera alla NHK Hall di Tokyo ed è al Metropolitan Opera per dirigere Aida con la Zajick. Dal 2009 è direttore onorario della Royal Philharmonic Orchestra. In questi ultimi anni ha collaborato (e collabora tuttora) con le orchestre: Wiener Philharmoniker, Orchestra reale del Concertgebouw, Orchester der Bayreuther Festspiele, Mahler Chamber Orchestra, Orchestra del Teatro alla Scala, Philadelphia Orchestra, Münchner Philharmoniker, Orchester der Wiener Staatsoper, The Metropolitan Opera Orchestra, Boston Symphony Orchestra, dove dirige la Messa da requiem di Giuseppe Verdi con Fiorenza Cedolins, Stewart Neel, Staatskapelle Dresden, Bayerisches Staatsorchester, Filarmonica della Scala e Philharmonia Orchestra.
Nel 2010 e nel 2011 è impegnato in tournée per celebrare i 150 anni dalla nascita e i 100 anni dalla morte di Gustav Mahler dirigendo molte sinfonie con orchestre diverse: tra i successi maggiori si ricordano la Quinta e la Nona Sinfonia con i Wiener Philharmoniker. Sempre nel 2010 fa il suo debutto operistico al Grosses Festspielhaus di Salisburgo nell'Elektra di Richard Strauss. Nel 2011 dirige il Fidelio a Monaco alla guida della Bayerisches Staatsorchester nella produzione di Calixto Bieito, per poi riprenderlo a Zurigo per la regia di Katharina Thalbach. Nel corso di quell'anno è protagonista all'Opernhaus di Zurigo per dirigere Otello con José Cura e Fiorenza Cedolins, Falstaff e Parsifal. Nel 2012 dirige a Zurigo Die Meistersinger von Nürnberg di Wagner e Mathis der Maler di Hindemith, mentre a Parigi dirige Parsifal in forma di concerto con la Orchestre national de France. Ad Agosto trionfa al Grosses Festspielhaus di Salisburgo con La bohème di Puccini con Anna Netrebko come protagonista e con Piotr Beczała. Poi comincia un tour a Salisburgo, Lucerna, Dresda, Francoforte, Stresa, Bolzano e Londra insieme alla Gustav Mahler Jugendorchester per dirigere il Violinkonzert di Alban Berg (con Frank Peter Zimmermann), l'Incantesimo del Venerdì Santo dal Parsifal di Wagner, la Suite dal Rosenkavalier di Richard Strauss e La Valse di Maurice Ravel. A novembre del 2012 al Théâtre des Champs-Élysées esegue il ciclo delle nove Sinfonie di Beethoven con la Orchestre national de France.
Particolarmente eccellente nella musica contemporanea, ha diretto Wozzeck e Lulu di Alban Berg diverse volte in Italia e all'estero, di cui ricordiamo nel 2010 una splendida Lulu alla Scala.
Sempre alla Scala nel 2010 dirige un concerto ed il Concerto di Natale trasmesso da Rai 1 e nel 2012 un concerto con l'Orchestre national de France.
Al Southbank Centre nel 2012 dirige un concerto con la Royal Philharmonic Orchestra ed uno con la Philharmonia Orchestra e nel 2013. A Bilbao nel 2012 dirige un concerto con l'Orchestre national de France.
Nel 2013 dirige Parsifal con Jonas Kaufmann al Met, la Petite messe solennelle con Anna Caterina Antonacci ed il Requiem di Verdi con Barbara Frittoli al Théâtre des Champs-Elysées, 'Die Meistersinger von Nürnberg al Festival di Salisburgo, la Nona Sinfonia di Mahler al Festival di Lucerna, il Requiem di Verdi al Teatro Regio di Parma con Fiorenza Cedolins, Francesco Meli e La traviata di Verdi con Diana Damrau e Beczala il 7 dicembre per l'apertura della Scala nella stagione lirica 2013-2014. La diretta scaligera su Rai 5 è stata vista da oltre seicentocinquantamila spettatori.
Il 3 ottobre 2014 l'Orchestra reale del Concertgebouw di Amsterdam comunica ufficialmente di aver nominato Daniele Gatti come proprio Direttore musicale a partire dalla stagione 2016-2017. Con l’Orchestra del Concertgebouw dirige il Falstaff alla Nationale Oper Amsterdam con Ambrogio Maestri, Fiorenza Cedolins, Lisette Oropesa, regia di Robert Carsen
È docente dell'Accademia Musicale Chigiana dal 2016. Il 27 maggio 2016 la Mahler Chamber Orchestra comunica ufficialmente di aver nominato Daniele Gatti come proprio Artistic Advisor.
Il 2 agosto 2018, la Royal Concertgebouw Orchestra ha rescisso il contratto con effetto immediato. La decisione di licenziamento consegue inizialmente da un articolo pubblicato dal Washington Post il 26 luglio 2018 in cui i soprani Alicia Berneche e Jeanne-Michele Charbonnet accusano il direttore di "comportamento inappropriato". A seguito di questo articolo, si sarebbero aggiunte le denunce di altre donne dell'orchestra olandese che hanno riportato "condotte inappropriate" le quali - a detta della direzione - avrebbero recato un danno irrimediabile tra l'orchestra ed il direttore. Il 23 aprile 2019 un comunicato dell'orchestra dichiara chiuso il contenzioso con Daniele Gatti, ringraziandolo per la sua leadership e annunciando l'uscita di nuovi cd e DVD diretti dal maestro.
Il 4 dicembre 2018 il Sovrintendente del Teatro dell'Opera di Roma Carlo Fuortes lo nomina Direttore Musicale del teatro per il triennio 2019/2021.
Il 24 maggio 2019 viene nominato Direttore Musicale della Orchestra Mozart (fondata da Claudio Abbado) per un triennio (poi prolungato al 2024).
Il 1º luglio 2021 il sovrintendente del Maggio Musicale Fiorentino Alexander Pereira annuncia la nomina del Maestro Gatti a Direttore principale della stessa istituzione per il triennio 2022-2024.
Il 20 giugno 2022 i musicisti della Sächsische Staatskapelle Dresden lo votano come Direttore Principale dell'orchestra per sei anni a partire dal 1º agosto 2024.
Nel giugno 2024 la Hong Kong Philharmonic Orchestra nomina Daniele Gatti come proprio Artistic Partner per progetti speciali.

## Vita privata

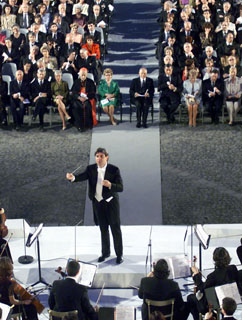
Daniele Gatti dirige l'Orchestra Giovanile Italiana al Palazzo del Quirinale il 2 febbraio del 2000

X

## Pubblicazioni

### DVD
- Richard Wagner: "Parsifal" | (Metropolitan Opera, 2013) | Gatti/Kaufmann/Dalayman/Mattei/Pape/The Metropolitan Opera, regia François Girard | Sony | 2013
- Giacomo Puccini: "La bohème" | (Festival di Salisburgo, 2012) | Gatti/Netrebko/Beczala/Machaidze/WPO, regia Damiano Michieletto | Deutsche Grammophon | 2012
- Giuseppe Verdi: "Falstaff" | Opernhaus Zürich | 2011
- Richard Strauss: "Elektra" | Grosses Festspielhaus | 2010
- Giuseppe Verdi: "Aida" | Gatti/Urmana/Botha/Zajick/The Metropolitan Opera | Decca | 2008
- Giuseppe Verdi: "Don Carlo" | Teatro alla Scala | 2008
- Arnold Schönberg: "Moses und Aron" | Wiener Staatsoper | 2006
- Giuseppe Verdi: "Simon Boccanegra" | Wiener Staatsoper | 2002

### Sacd
- Alban Berg: Drei Orchesterstücke, opus 6 (1914-15, revised 1929) + Symphonische Stücke aus der Oper ‘Lulu’ (1935) | Royal Concertgebouw Orchestra | Rco Live 08004 | 2008.
- Piotr Ilyich Tchaikovsky: Symphony No. 6 in B minor + Serenade for Strings in C major | Royal Philharmonic Orchestra | Harmonia Mundi 807394 | 2006.
- Piotr Ilyich Tchaikovsky: Symphony No. 4 in F minor + Capriccio Italien | Royal Philharmonic Orchestra | Harmonia Mundi 807393 | 2005.
- Piotr Ilyich Tchaikovsky: Symphony No. 5 in E minor, Op. 64 + Romeo & Juliet | Royal Philharmonic Orchestra | Harmonia Mundi 807381 | 2003.

### CD
- Debussy: La mer; Prélude à l'après-midi d'un faun; Images - Daniele Gatti & Orchestre national de France | 2012 Sony
- Stravinsky: Petrouchka, Le sacre du printemps (The Rite of Spring) - Daniele Gatti & Orchestre national de France | 2013 Sony
- Piotr Ilyich Tchaikovsky: Symphony No. 6 in B minor + Serenade for Strings in C major | Royal Philharmonic Orchestra | registrazione studio: 26-27.5.2005 Watford Colosseum, London
- Piotr Ilyich Tchaikovsky: Symphony No. 4 in F minor + Capriccio Italien | Royal Philharmonic Orchestra | registrazione studio: 13-14.12.2004 Walthamstow Assembly, London
- Gustav Mahler: Symphony No.5 in C sharp minor | Royal Philharmonic Orchestra | registrazione studio: 15-17.11.1997 Henry Wood Hall, London
- Mahler: Symphony No. 6 - Orchestre national de France & Daniele Gatti | 2008 Decca
- Béla Bartók: Concerto for Orchestra + Divertimento for Strings | Royal Philharmonic Orchestra | registrazione studio: 18-20.6.1997 Henry Wood Hall, London
- Ottorino Respighi: Feste Romane + Fontane di Roma + Pini di Roma | Orchestra dell'Accademia Nazionale di Santa Cecilia | registrazione studio: 14-16.10.1996 Auditorio Via della Conciliazione, Rome

## Composizioni
- Divertimento per oboe solo, 2 corni e archi (Casa Musicale Sonzogno)